# Björna distrikt
Björna distrikt är ett distrikt i Örnsköldsviks kommun och Västernorrlands län. Distriktet ligger omkring Björna i östra Ångermanland. 

## Tidigare administrativ tillhörighet
Distriktet inrättades 2016 och utgörs av Björna socken i Örnsköldsviks kommun.
Området motsvarar den omfattning Björna församling hade 1999/2000.

## Tätorter och småorter
I Björna distrikt finns två tätorter och en småort.

### Tätorter
- Björna
- Långviksmon

### Småorter
- Nyliden